# Alexandru Adrian Popovici
Alexandru Adrian Popovici (Timișoara, 6 settembre 1988) è un calciatore rumeno, centrocampista del Ghiroda.

## Carriera

### Club
Ha giocato nella massima serie dei campionati rumeno e azero.

### Nazionale
Ha giocato nella nazionale rumena Under-17.